# Гребенников, Егор Алексеевич
Егор Алексеевич Гребе́нников (укр. Єгор Олексійович Гребенніков, 27 апреля 1972, Одесса, Украина) — украинский предприниматель, совладелец портового оператора «Трансинвестсервис» (ТИС).
Отец Гребенникова, Алексей Ставницер (1942—2011) — предприниматель, основатель ТИС, брат — Андрей Ставницер (род. 1982) — предприниматель, совладелец ТИС.

## Биография
Егор родился 27 апреля 1972 года в Одессе. По договоренности родителей Егора ему дали фамилию мамы, а второй ребенок, младший брат Андрей, получил фамилию отца. В 1978 году семья переехала на Кавказ, где отец Егора, Алексей Ставницер, разрабатывал методологии обучения горных инструкторов, обучал альпинистов и организовывал восхождения.
В 1990 году Гребенников окончил Харьковский техникум зеленого строительства по специальности «Зеленая архитектура и экономика садово-паркового строительства».
В 1994 году работал в стартап-команде по привлечению финансирования и открытию магазинов «Преображенский» (строительные материалы) и «Напитки Ришельё» (напитки и гастрономия).
В 1995 году стажировался в Вене, в отделах экономики и логистики компании-дистрибьютора техники «Electrolux» и «Zanussi».
С 1996 года начал участвовать в семейном бизнесе — расчет новых инвестпроектов, кредитования, контроль службы снабжения. Руководил одним из первых в Одессе продовольственных супермаркетов «Троицкий», магазином «Напитки Ришельё», занимался оптовой торговлей продуктами питания в национальных масштабах.
В 1998 основал собственный бизнес в сфере автологистики.
В 2014 года основал центр поддержки социальных инициатив Impact Hub Odessa и инвестировал 13 млн гривен в восстановление Зеленого театра в Одессе.
По состоянию на 2018 год Гребенников является совладельцем портового оператора «Трансинвестсервис» и руководит финансами в компаниях «ТИС — Контейнерный Терминал» и «ТИС-Уголь».

## Достижения
- Журнал «Новое время» включил Егора Гребенникова в десятку самых влиятельных одесситов[8].
- По данным журнала «Forbes Украина» в 2020 году Егор Гребенников занял 76 место в списке ТОП-100 богатейших украинцев[9][10].

## Публикации
Гребенников — соавтор книги о своем отце, Алексее Ставницере: «Алексей Ставницер. Начало. Восхождение. Вершина».
Публикуется на тему инвестиций социального воздействия на сайте «Экономическая правда»[значимость факта?].